# Centrale termofrigorigena
Con la locuzione centrale termofrigorigena si indica uno o più ambienti atti ad accogliere i componenti e le strutture di impianti termici destinati al riscaldamento, alla climatizzazione o a qualche processo industriale.
La parola termofrigorigena sta ad indicare che in queste centrali si producono sia fluidi termovettori caldi che freddi. Un fluido termovettore è in grado di assorbire o cedere calore rispetto ad un utilizzatore secondo un meccanismo di scambio termico (usualmente irraggiamento e convezione).
I fluidi termovettori più noti sono:
- acqua calda (p=1bar, T fino a 100 °C)
- acqua surriscaldata (p>1bar, T oltre i 100 °C)
- acqua refrigerata (T oltre i 4 °C)
- vapore (surriscaldato)
- olio diatermico
- aria (calda o fredda)

## Centrale termica
La centrale termica solitamente trova spazio in luoghi chiusi di edifici civili ed industriali. La progettazione deve scrupolosamente seguire normative nazionali e comunitarie poiché si tratta di ambienti a rischio di esplosioni (a causa della presenza di combustibili) e di scoppi (le tubazioni presentano fluidi ad alta pressione e temperatura). Il cuore principale di una centrale termica è il generatore di calore (o semplicemente caldaia); esso viene alimentato con un combustibile ed è in grado di produrre il fluido termovettore richiesto.
- Alimentazione a metano: è la più diffusa poiché c'è semplicità sia per la disponibilità continua del combustibile dalla rete sia per la progettazione della centrale stessa. I volumi occupati, infatti, sono minori rispetto ad altri tipi di alimentazione. Le centrali a metano non hanno problemi di posizionamento rispetto alla verticale dell'edificio (può trovarsi in piano interrato, a piano terra o in copertura)
- Alimentazione a nafta: ancora in utilizzo presso qualche edificio civile, queste centrali necessitano di uno spazio a parte per il serbatoio della nafta. Inoltre bisogna dotare l'impianto di dispositivi che permettono una buona scorrevolezza del combustibile. Per comodità di rifornimento, solitamente le centrali a nafta sono disposte a piano terra oppure in un piano interrato
- Alimentazione a GPL: anche le centrali a GPL necessitano di spazio per il serbatoio. Nel serbatoio il combustibile è liquido, ma a pressione ambiente il GPL è in stato gassoso. Siccome la miscela ha un peso molecolare maggiore dell'aria, in caso di fughe si stratifica in basso, e pertanto le centrali a GPL non possono essere assolutamente interrate.

Vi sono casi in cui in centrale non vi è presenza di combustibile: è il caso di centrali a pannelli solari o centrali da teleriscaldamento (in quest'ultimo caso la caldaia è sostituita da uno scambiatore).
La caldaia deve essere dotata di una rampa del gas, di un bruciatore e di un camino per l'evacuazione dei fumi. Questo percorso formato da combustibile-fumi è affiancato da quello del fluido termovettore che entra nel generatore secondo diverse metodologie, ma che una volta uscito viaggia nel sistema (spesso complesso) di tubazioni che arricchiscono la centrale e che successivamente si diramano all'interno dell'edificio fino a raggiungere gli utilizzatori.
Generalmente se il fluido termovettore è acqua calda, essa circola in un anello chiuso (come avviene negli impianti di riscaldamento o climatizzazione); dal generatore parte una tubazione con il fluido caldo (mandata) e arriva una tubazione con il fluido freddo (ritorno). L'anello è dotato di vari componenti, tra i quali:
- vaso d'espansione: compensa le variazioni di volume dovute al cambio di temperatura del fluido.
- pompa di circolazione: invia il fluido dalla caldaia al collettore delle mandate.
- collettore delle mandate: tratto di tubo di grosse dimensioni da cui si diramano le tubazioni verso gli utilizzatori o gruppi di utilizzatori.
- collettore dei ritorni: tratto di tubo di grosse dimensioni a cui arrivano le tubazioni dagli utilizzatori o gruppi di utilizzatori.
- pompa anticondensa: è un dispositivo che ha molteplici funzioni, ma principalmente serve a questo: quando la regolazione chiude la mandata del fluido caldo, l'acqua sul ritorno si raffredda e pertanto per portarla a temperature elevate si deve consumare parecchio calore. Se il contenuto entalpico dei fumi non è sufficiente, viene utilizzato il calore latente di vaporizzazione, che condensa il vapor acqueo dei fumi. La condensa nei fumi è un problema poiché oltre a non poter gestirne l'evacuazione, può creare acidi corrosivi (tutto ciò non vale per le caldaie a condensazione); la pompa anticondensa fa circolare acqua in un mini-anello in modo tale che in caldaia arrivi acqua con un ΔT basso rispetto alla mandata (solitamente dai 10 ai 15 °C).
- gruppo di reintegro da acquedotto: serve a buttare acqua nell'anello poiché nonostante si tratti di un circuito chiuso si hanno comunque delle perdite di massa che debbono essere colmate.
- gruppo di decalcificazione: si tratta di un sistema utilizzato per eliminare i sali di calcio e magnesio presenti nell'acqua e che possono rovinare le tubazioni ed i componenti.

## Centrale frigorifera
Se in uno stesso edificio sono presenti sia una centrale termica che frigorifera, non è detto che esse siano adiacenti fra loro. Se una centrale termica è posta sempre in luogo chiuso, quella frigorifera può stazionare al chiuso o all'aperto.
Il refrigeratore è il centro di tutto; negli impianti civili vengono utilizzati i gruppi a compressione di vapore, raramente si possono trovare gli assorbitori. Rispetto alle centrali termiche vi sono meno restrizioni per la progettazione e soprattutto ci sono meno componenti, tra i quali si possono annoverare:
- vaso d'espansione
- pompa di circolazione
- collettore delle mandate
- collettore dei ritorni
- gruppo di reintegro da acquedotto
- gruppo di decalcificazione
- serbatoio di accumulo: possono essere presenti anche nelle centrali termiche ma in quelle frigorifere hanno una importanza maggiore perché l'accumulo permette di produrre fluido freddo in ore della giornata in cui il costo medio dell'energia elettrica è basso.
- torre evaporativa: è un componente che si trova solo se il refrigeratore è condensato ad acqua. Il fluido frigorigeno cede calore all'acqua del condensatore; questa si reca alla torre evaporativa dove viene espulsa tramite vaporizzatori: parte dell'acqua evapora assorbendo calore dal resto dell'acqua che invece si raffredda e cade in un bacino di raccolta. Dal bacino il liquido viene di nuovo inviato al condensatore (ovviamente nel bacino è previsto un reintegro da acquedotto).

I gruppi frigoriferi dunque si distinguono anche per la modalità di condensazione del fluido refrigerante: vi sono gruppi condensati ad acqua oppure ad aria. I gruppi condensati ad acqua necessitano della torre evaporativa, e possono essere installati sia in luoghi chiusi che all'aperto. I gruppi condensati ad aria devono essere installati all'aperto (è possibile in realtà anche l'installazione al chiuso, prevedendo un canale di aspirazione dell'aria che prende dall'esterno).
Per le centrali frigorifere dotate di macchine a compressione non sussistono problemi legati a esplosioni o scoppi, ma è bene che la macchina sia sicura dal punto di vista elettrico e che non crei eccessive vibrazioni (dovute alla rotazione del compressore).